# Chungjeong
Chungjeong (né en 1338 et mort le 23 mars 1351) est le trentième roi de la Corée de la dynastie Goryeo. Il a régné du 25 décembre 1348 à sa mort.